# Ghilassa
Ghilassa (em árabe: غيلاسة) é uma cidade e comuna localizada na província de Bordj Bou Arreridj, Argélia. Segundo o censo de 2008, a população total da cidade era de 11 044 habitantes.